# Comitatul Clear Hills, Alberta
Comitatul Clear Hills, provincia Alberta, Canada  este un district municipal situat în vest în Alberta. Districtul se află în Diviziunea de recensământ 17. El se întinde pe suprafața de 15,115.03 km2  și avea în anul 2011 o populație de 2,801 locuitori.
Cities Orașe
--
Towns Localități urbane
--
Villages Sate
- Hines Creek

Summer villages Sate de vacanță
--
Hamlets, cătune
- Cleardale
- Worsley

Așezări
- Bear Canyon
- Cherry Point
- Clear Prairie
- Deer Hill
- Eureka River
- Marina
- Peace Grove
- Royce
- Doig

1. 1 2  Population and dwelling counts, for Canada, provinces and territories, and census subdivisions (municipalities), 2016 and 2011 censuses – 100% data (în engleză), 20 februarie 2019